# Подоплеки
Подоплёки — поселок в Фалёнском районе Кировской области. 

## География
Находится на расстоянии примерно 26 километров по прямой на юг-юго-запад от районного центра поселка Фалёнки.

## История
Поселок образовался в 1922 году вокруг селекционной станции, а свое наименование приобрел от существовавшей поблизости деревни Подоплеки. В 1926 году учтено дворов 16 и жителей 28. Позже появился совхоз, существовавший до 1954 года (позднее вошел в совхоз «Мухинский»). В 1953—1959 годах в селе проживали репрессированные эстонцы. Осенью 1960 года началось сселение деревень, появились новые улицы, названные именами перевезенных деревень. В 1989 году зафиксировано 324 жителя. В 2002 году работал СХК «Подоплекинский». До 2020 года входил в Петруненское сельское поселение Фалёнского района, ныне непосредственно в составе Фалёнского района.

## Население
Постоянное население  составляло 261 человек (русские 98%) в 2002 году, 142 в 2010.